# Wilhelm Mangold (Theologe)

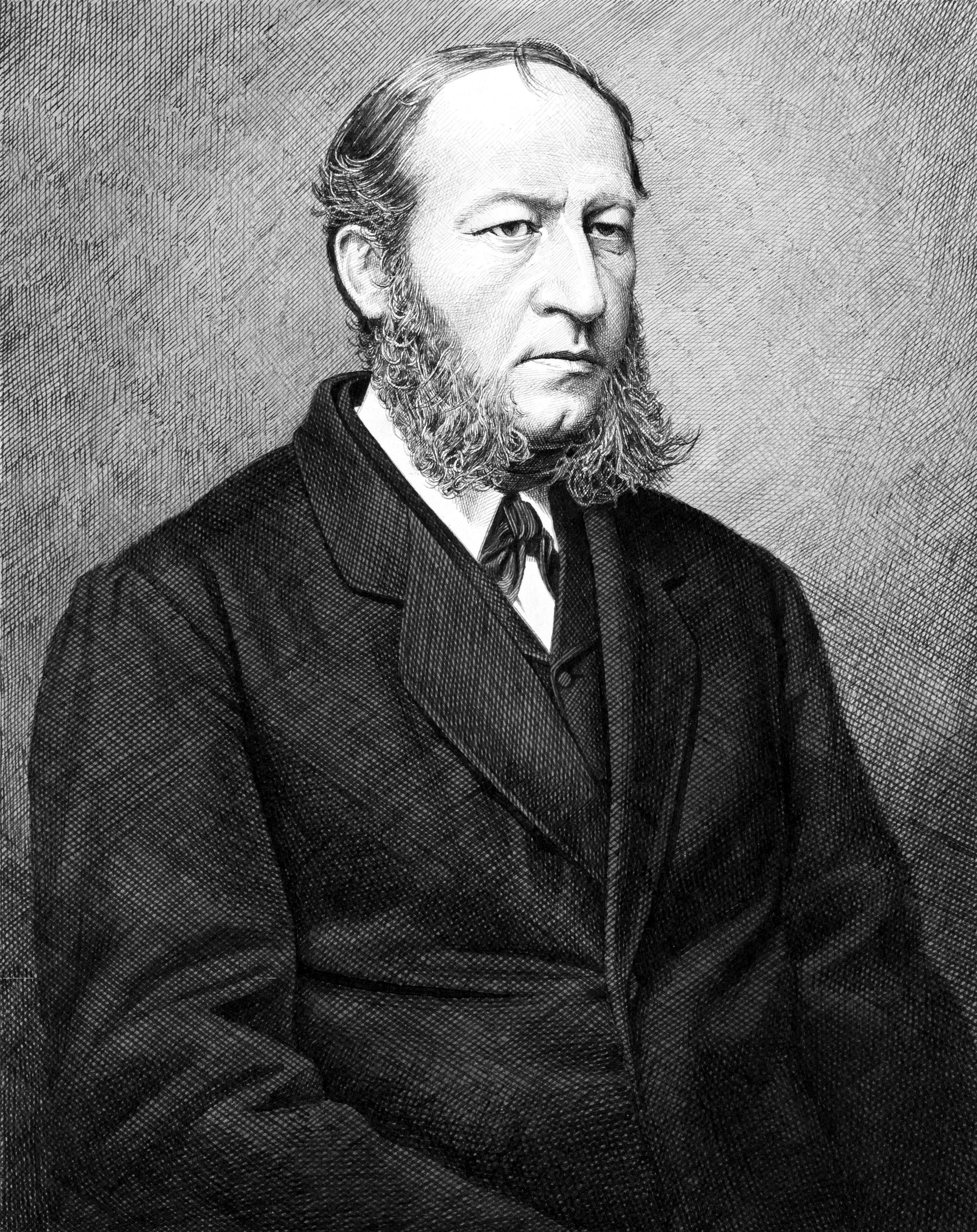
Wilhelm Julius Mangold

Wilhelm Julius Mangold (* 20. November 1825 in Kassel; † 1. März 1890 in Bonn) war ein deutscher evangelischer Theologe.

## Leben
Wilhelm Mangold war Sohn des Geh. Medizinalrats Karl Mangold Hassiae Marburg. Nach dem Besuch des Gymnasiums studierte er ab 1845 an der Friedrichs-Universität Halle evangelische Theologie. Dort wurde er 1845 Mitglied der Burschenschaft Joachimsthal. Er wechselte Ostern 1847 an die Philipps-Universität Marburg und wurde 1848 Mitglied des Corps Teutonia Marburg. Er schloss sein erstes Examen im Herbst 1848 mit großem Erfolg ab. Anschließend studierte Mangold noch zwei Semester an der Georg-August-Universität Göttingen. Ab 1852 war er in Marburg Privatdozent. Da er keine Professur an der theologischen Fakultät in Marburg bekam, wurde er Repentent am Seminarum Philippinum in Marburg. Er war Erzieher der Söhne von Friedrich Wilhelm I. (Hessen-Kassel). 1857 wurde er außerordentlicher Professor an der Theologischen Fakultät in Marburg und 1863 ordentlicher Professor. 1864 heiratete er Rosa Küchler aus Münden (Lichtenfels). 1867 war er Dekan der Theologischen Fakultät und 1870 Rektor der Universität Marburg. Daneben war er hessischer Konsistorialrat. Von 1871 bis 1872 saß Mangold als Abgeordneter des Wahlkreises Kassel 10 (Marburg) im Preußischen Abgeordnetenhaus. Er gehörte der Fraktion der Nationalliberalen Partei an. Am 6. September 1872 verlor er sein Mandat durch Berufung zum ordentlichen Professor an der Universität in Bonn.  Für das akademische Jahr 1876/77 wurde er zum Rektor der Universität Bonn gewählt. Er starb mit 64 Jahren im Amt.

## Ehrungen
- 1862: D. theol. h. c. der Universität Wien
- 28. Dezember 1872: Ehrenbürgerschaft der Stadt Marburg wegen seiner Verdienste als Vorsteher des Gesellenfortbildungsvereins und Vorsitzender des Privat-Armenvereins